# Santa Giustina (Italia)
Santa Giustina (Santa in veneto) è un comune italiano di 6 610 abitanti nella provincia di Belluno in Veneto.

## Geografia fisica

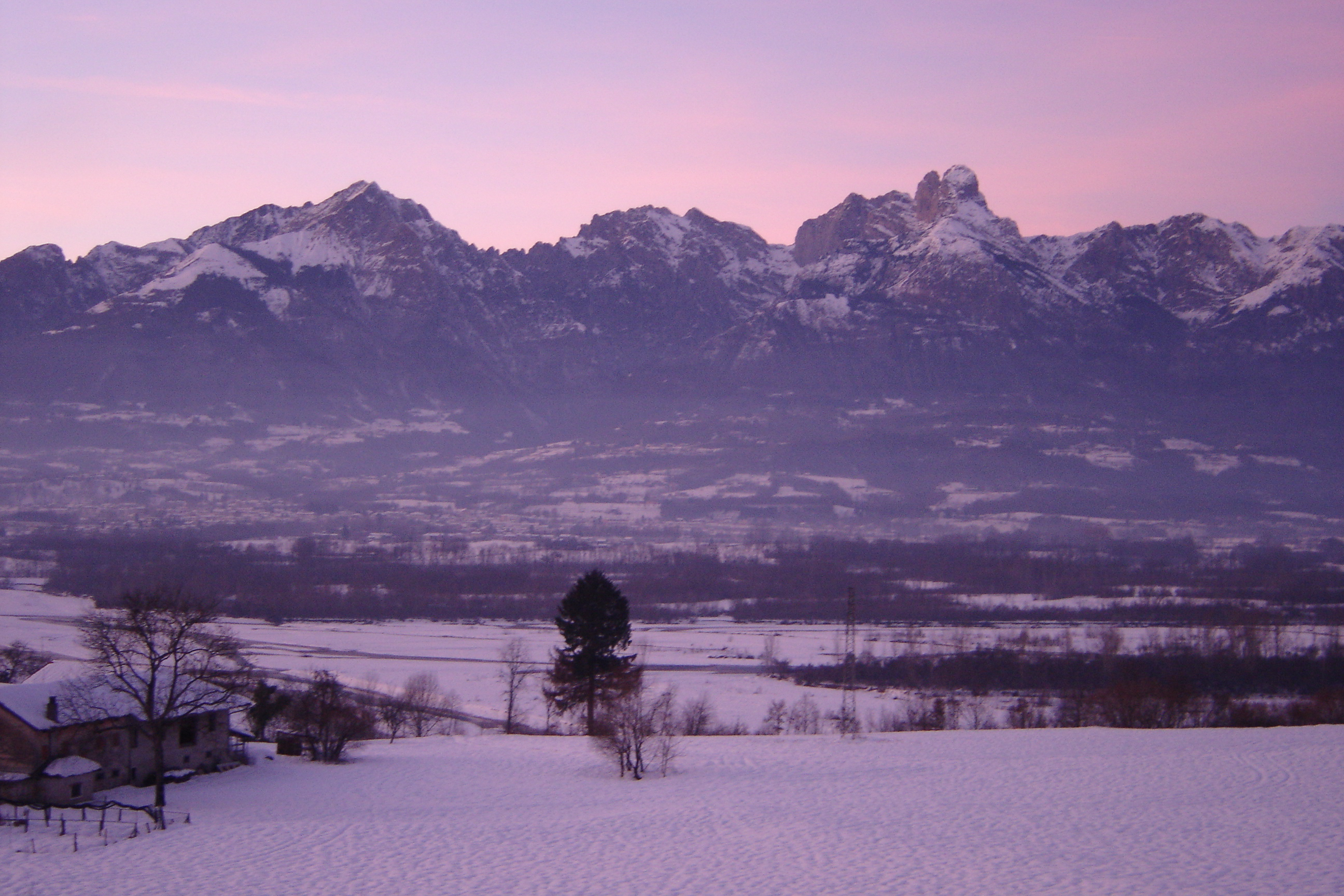
Tramonto visto da Ciopa di Mel verso la Valle del Piave tra Santa Giustina e San Gregorio nelle Alpi

Situato interamente nella destra orografica del fiume Piave che ne costituisce il confine meridionale, il comune di Santa Giustina è posto nel baricentro ideale dell'ampia Val Belluna, equidistante dai due principali comuni della provincia, Feltre e Belluno, collegato ad essi dalla strada statale n. 50. A occidente il territorio è delimitato dal torrente Salmenega, e a oriente è ancora un altro fiume a segnarne i confini, il fiume Cordevole che proprio su questo territorio si immette nel fiume Piave costituendone il principale affluente.
Il territorio è caratterizzato da un esteso e variegato paesaggio di colline prima di spingersi alle pendici delle vette dolomitiche del Monte Pizzocco (2186 m), il Monte Tre Pietre (1965 m) e il Monte Palmàr (1484 m) al confine settentrionale.
Sul livello del mare il punto più alto viene toccato a 2168 metri.

### Morfologia
Da un punto di vista morfologico, considerando l'ampio dislivello altimetrico all'interno del comunale (1900 metri circa), possono essere individuare tre aree distinte:
1. L'area montana: comprendente una porzione dell'altipiano carsico di Erera-Brendol e Piani Eterni, il gruppo dolomitico del Pizzocco, il monte Palmar e il monte Tre Pietre, e il corso superiore del torrente Veses che discende dalla Val Scura. L'area presenta i tratti salienti del settore dolomitico delle Alpi Feltrine. Un territorio caratterizzato da pendii scoscesi, talvolta accidentati, gole, crinali e costoni rocciosi. Ha uno sviluppo dai 700 metri circa fino ai 2.187 della cima più elevata. La vegetazione dominante fino ai 1300 metri è quella tipica della faggeta con l'ultimo tratto frammisto a pineta. Sopra questo livello inizia l'areale del pino mugo e delle vegetazioni di tipo rupestre. Buona parte del territorio è compresa all'interno dei confini del Parco Nazionale delle Dolomiti Bellunesi
2. L'area collinare: compresa fra i 320 e i 700 metri e caratterizzata da una morfologia irregolare, più dolce nell'area posta a Sud della frazione di Cergnai, più ripida nella parte a Nord del paese, verso l'abitato di Campel. Rilevante è stata l'eredità è l'azione dell'ultima glaciazione su questa fascia altimetrica, riscontrabile ancor oggi con la diffusa presenza di depositi morenici.
3. L'area di fondovalle: è caratterizzata dalla morfologia regolare tipica di un settore alluvionale. È stata l'area storicamente più antropizzata e vi sorgono tuttora i principali centri abitati del comune: Santa Giustina, Formegan, Meano, Salzan, Campo, ecc. Il paesaggio, al di fuori del tessuto urbano e delle aree produttive, è in buona parte quello agricolo-montano. L'area è solcata da importanti corsi d'acqua: il fiume Piave, il fiume Cordevole, il torrente Veses, Salmenega e Morol. L'ecosistema fluviale, soprattutto riscontrabile lungo il confine meridionale (le Grave del Piave) o Orientale (Cordevole), ha una particolare valenza ambientale. La golena del Piave in questo punto della valle ha uno sviluppo molto ampio, fatto da un greto prevalentemente arido, intervallato da aree acquitrinose e fortemente boscose in cui possono essere frequenti i fenomeni di risorgiva.

Clima

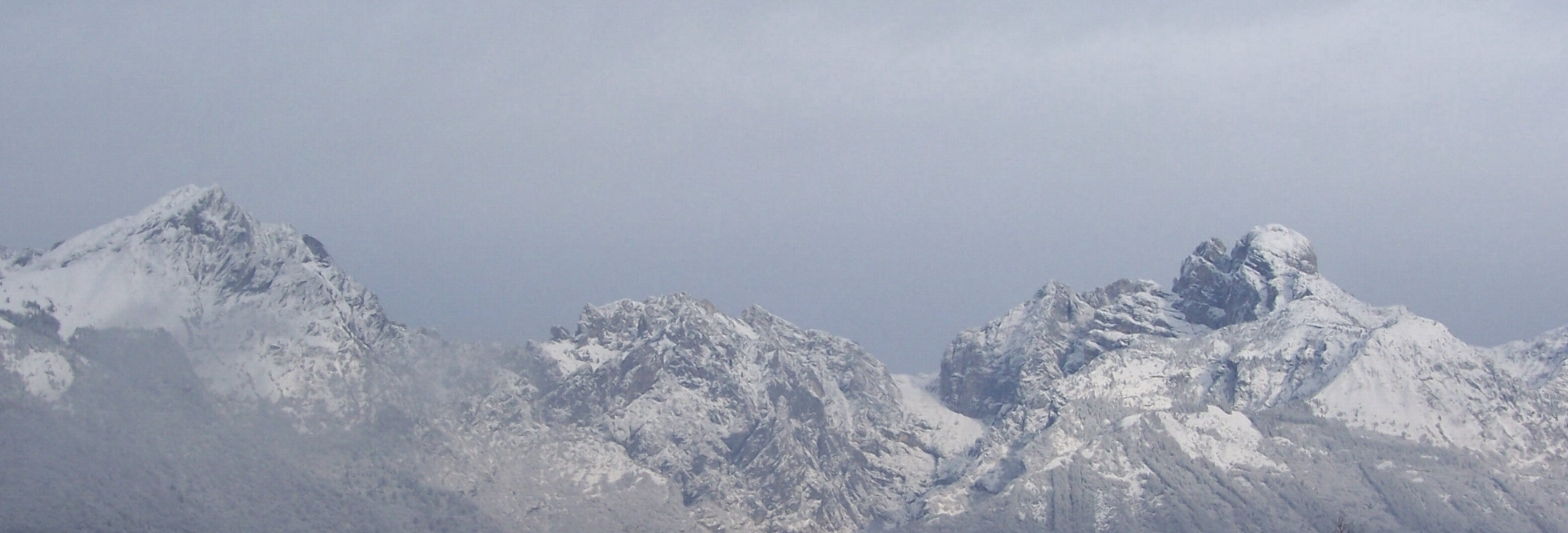
Il Cimone (a sinistra) e il gruppo del Pizzocco (a destra)

In estate il clima beneficia dei monti che la circondano e le temperature estive sono mitigate. Nonostante la modesta quota il clima è abbastanza rigido nei mesi invernali. La neve cade copiosa ogni anno.

## Storia

### Le origini e l'epoca romana
La preistoria e la storia antica dell'area santagiustinese non possono che essere fortemente intersecate a quelle molto più ampie e articolate dell'intera Valle del Piave. Dopo lo scioglimento dei ghiacciai che ricoprivano la valle, l'uomo iniziò ad attraversare questo territorio e popolazioni di diversa origine, fra cui Euganei, Etruschi e Galli si succedettero nel tempo, divenendo anche stanziali. Segni di questi passaggi sono ancora oggi evidenziabili dai nomi di alcuni paesi, come Formicano, Meano, Ignano, Salzano.
Tracce certamente più concrete sono quelle dell'epoca romana. A quel tempo il territorio dell'odierna Santa Giustina dipendeva dal Municipio Romano di Feltre. Oggetti in bronzo, monili e monete, ma anche lapidi sono venute alla luce in scavi praticati nel 1835 dall'Arciprete M. Bellati a S. Margherita e nel 1871 a Bivai dal Conte Carlo degli Azzoni Avogadro. Altre lapidi romane sono state individuate nelle chiesette di Campo e Callibago. All'epoca romana un ramo secondario della Via Claudia Augusta Altinate collegava Cesiomaggiore a Belluno, attraversando nell'area pedemontana di Santa Giustina e San Gregorio nelle Alpi i paesi di Villa di Pria, Velos e Callibago, denotando come anticamente i principali collegamenti viari di questo territorio privilegiassero la zona collinare al fondovalle, troppo soggetta alle piene spesso devastanti del fiume Piave.
Il passaggio dal paganesimo al cristianesimo avvenne approssimativamente tra il V e i VI secolo ad opera dei vescovi di Feltre.

### Il medioevo
Il dominio longobardo durò dal 568 al 774. In questa fase il territorio era diviso in due deganie (piccole ripartizioni di un ducato longobardo) dal corso del torrente Veses. Da una sponda verso il corso del fiume Caorame la Degania di Fianema, dall'altra sponda verso il fiume Cordevole la Degania di Bolpezo. Una forma organizzativa che prese a formarsi in questo periodo e che caratterizzò l'area santagiustinese priva di grossi centri abitati fu quella della Parrocchia, o Pieve, cioè un'unione di tipo religiosa intorno ad una chiesa. Il legame si spingeva anche oltre, abbracciando la sfera economica ed amministrativa. La Pieve di cui si ha notizia più antica e quella di Formicano.

A quello longobardo si sostituì dal 774 all'888 il dominio dei Franchi. A questa epoca si fa risalire la dedica della chiesa di Formicano a Santa Maria.

Giovanni, Vescovo di Belluno, nel tentativo di annettersi la Diocesi di Feltre, intorno all'anno 1000 rase al suolo il castello di Villa di Pria (o Villa di Pietra).

Tra la fine del XIII secolo e l'inizio XIV ci fu il trasferimento della Pieve da S. Maria di Formicano alla Chiesa di S. Giustina d'Ignano. L'abitato d'Ignano era considerato più baricentrico al territorio rispetto al paese di Formicano, ed in più era sede di un Chiericato, una scuola per chierici. Da quel momento la Parrocchia prese il nome di Pieve di S. Giustina d'Ignano, e con il tempo Pieve di S. Giustina.

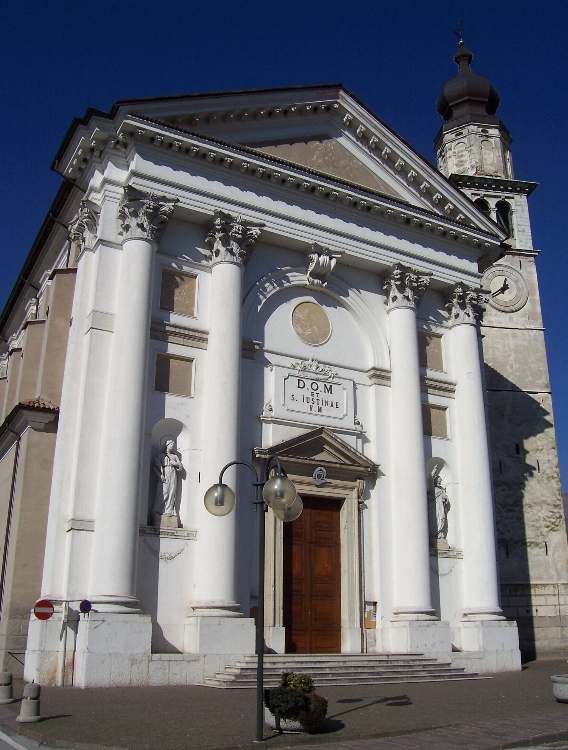
Facciata della Chiesa di S. Giustina

### La Repubblica di Venezia
Nel 1404 tutta l'area del Feltrino passò sotto Venezia. Il confine con il territorio bellunese era segnato dal corso del fiume Cordevole.
Nel 1422 la Serenissima impose la distruzione di tutti i castelli e le fortificazioni presenti nel territorio feltrino. Si voleva così imporre un più diretto controllo sui signorotti locali, ed evitare che questi potessero tradire Venezia in favore degli imperatori germanici. Nei dintorni di S. Giustina vennero fatti demolire i castelli di Bivai e Castel (S. Tomaso e S. Giorgio della famiglia De Teuponi) e di Cergnai (della famiglia Da Cergnaio) esistenti fin dal 774. Le principali famiglie dovettero andare a risiedere all'interno delle mura della città di Feltre, città sede del Podestà e a cui l'area santagiustinese faceva riferimento.
Tra il 1728 e il 1729 Carlo Goldoni soggiornò presso Villa Bonsembiante a Colvago, ospite del medico fisico Girolamo Gasparetti. Fu proprio a Colvago che scrisse per il carnevale del 1730 i due lavori teatrali, Il buon padre (andato perduto) e La cantatrice, con cui debuttò al Teatro de la Sena di Feltre.
La chiesa di Santa Giustina, su disegno di Antonio De Boni da Villabruna, fu iniziata il 25 agosto 1782 e terminata nel 1791. All'interno è custodita un'Annunciazione di Carlo Saraceni, terminata da Jean Le Clerc nel 1621.

### L'Ottocento
Con la caduta della Repubblica di Venezia del 1797 questo territorio passò sotto il dominio della Repubblica Francese. La popolazione fu provata dalla guerra tra francesi e austriaci. All'inizio del 1797 truppe austriache stanziarono per circa due mesi nei pressi di Pez (nell'odierno comune di Cesiomaggiore). Il territorio nei primi anni dell'Ottocento passò ripetutamente sotto il dominio prima dell'una, poi dell'altra potenza contendente.
Dopo vari aggiustamenti, conseguenti alle diverse dominazioni succedutesi fino a quella definitiva austriaca, la data di nascita del Comune di Santa Giustina come oggi lo conosciamo è il 1º gennaio 1816.

Tra il 1816 e il 1817 il territorio è profondamente segnato da una memorabile carestia che porterà allo stremo la popolazione. Il 1817 verrà ricordato come l'anno della fame.
Durante il corso dell'Ottocento, Santa Giustina venne colpita da tre epidemie di colera: nel 1835, nel 1836 e nel 1855. Nel solo 1836 sul territorio comunale morirono 389 persone, di cui 256 per colera, cifra elevatissima se si considera che in quel periodo per varia natura morivano annualmente 130 persone.
Tra il 29 giugno e il 31 luglio 1855, in poco più di un mese si segnalano 236 casi di contagio e 112 morti.
Nel 1866, dopo le battaglie di Custoza e Lissa, il Veneto (e conseguentemente l'area santagiustinese) passa sotto il Regno d'Italia.
Sotto lo Stato Italiano le prime elezioni comunali sono datate 7 ottobre 1866. Il conte Carlo degli Azzoni Avogadro fu nominato primo Sindaco di Santa Giustina.
Il 10 novembre 1886 viene inaugurato il tratto ferroviario Treviso-Feltre-Belluno, che toglie parzialmente dall'isolamento la provincia bellunese. Santa Giustina viene così dotata di una stazione dei treni.

### Prima guerra mondiale
Il 28 giugno 1917 arriva la 35ª Squadriglia fino al 23 luglio ed il 3 ottobre la 117ª Squadriglia fino a dopo il 6 novembre.
Dopo la Battaglia di Caporetto arrivano gli austro-ungarici e divenne base delle Flik 11D, Flik 14D, Flik 30J, Flik 60J, Flik 65D, Flik 70D e per due mesi anche della Flik 101G da bombardamento.

### Resistenza italiana
Dall'8 settembre 1943 al maggio 1945 la lotta di Resistenza al nazifascismo vide i partigiani organizzati nel Battaglione "De Min" della Brigata Garibaldina Antonio Gramsci (Feltre).

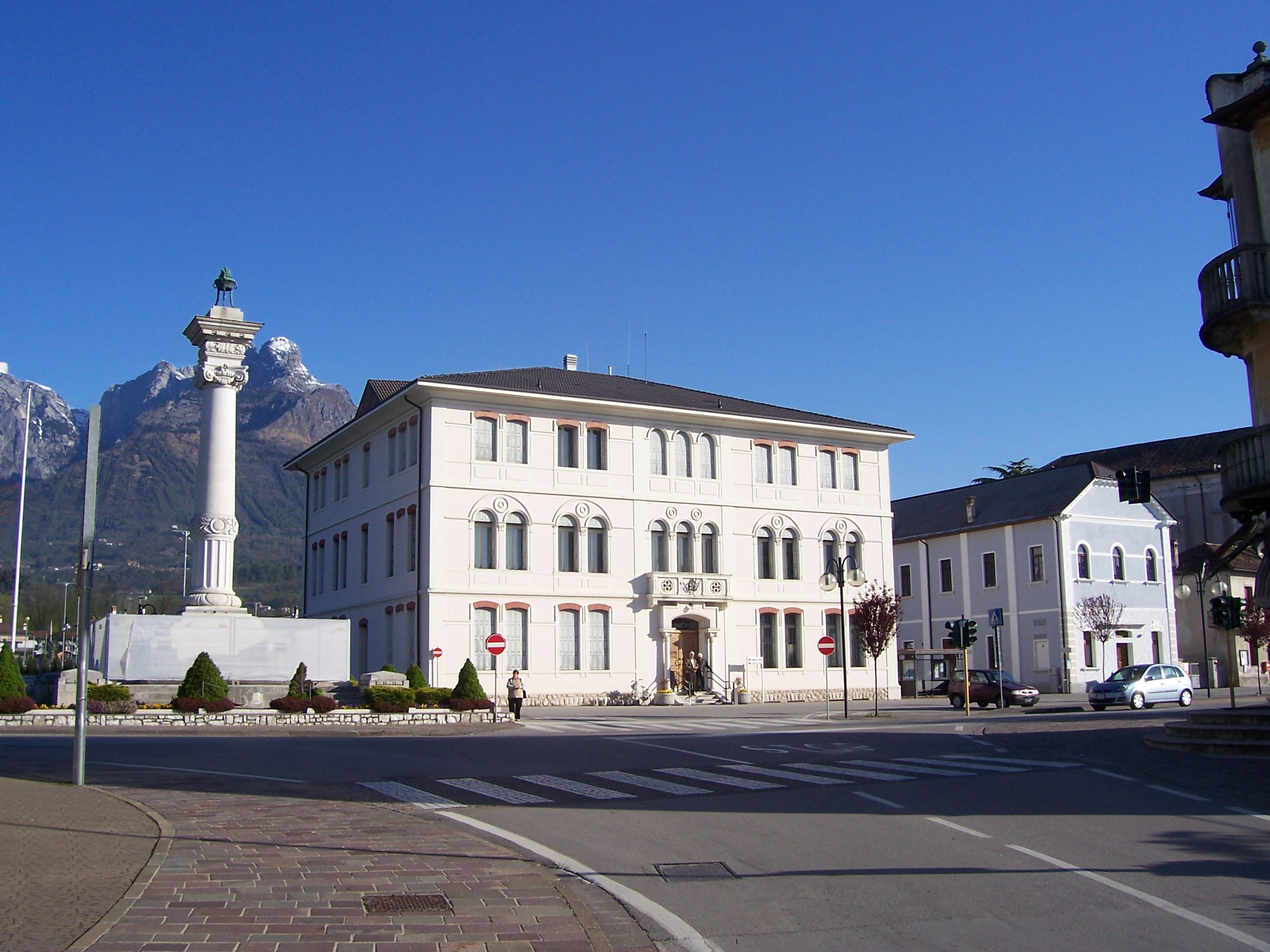
Municipio di Santa Giustina

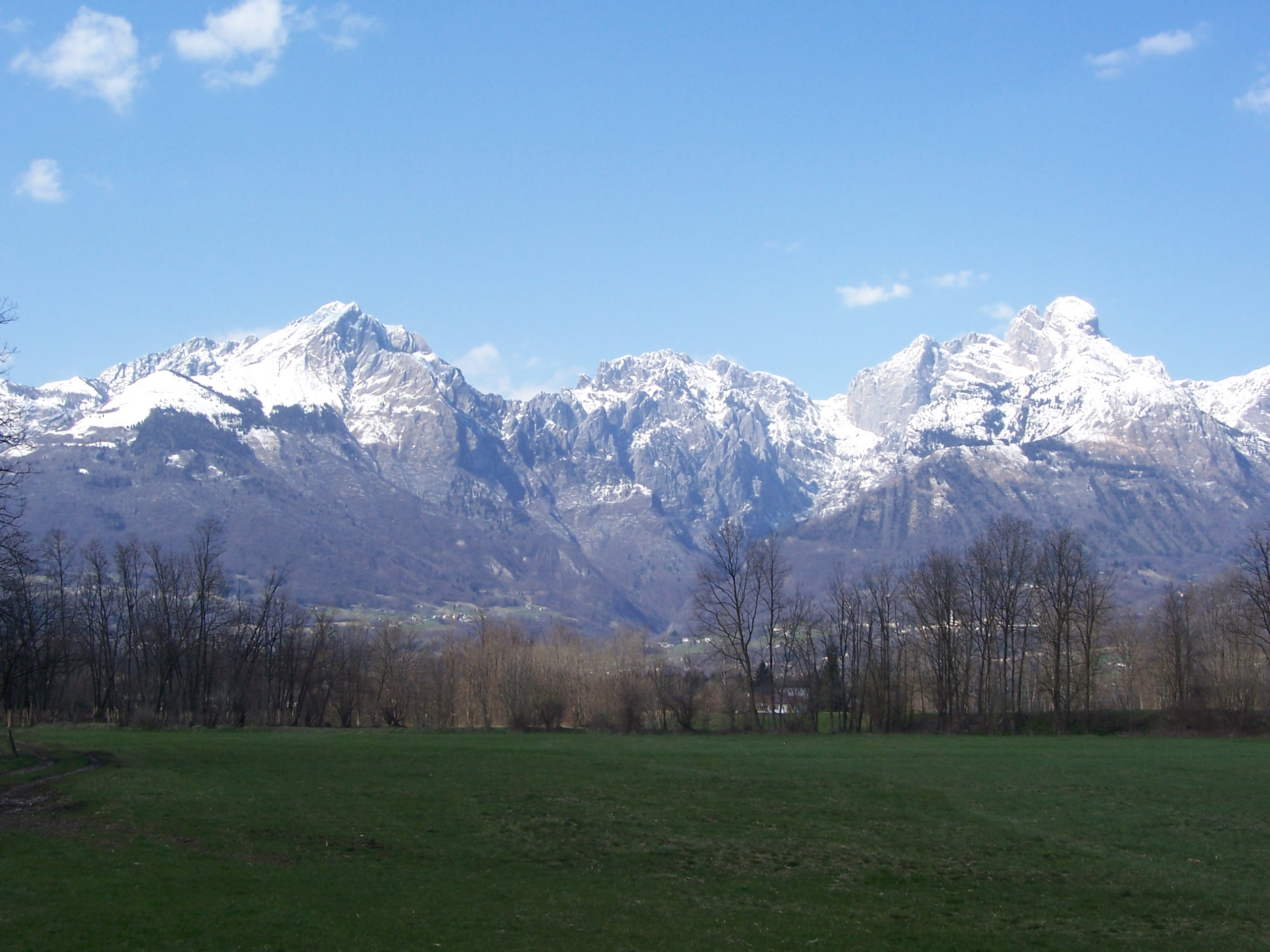
Partendo da sinistra il gruppo dolomitico del Cimone e a destra quello del Pizzocco.

## Monumenti e luoghi d'interesse
- Pieve di Santa Giustina Vergine e Martire

## Società

### Evoluzione demografica
Abitanti censiti

### Distribuzione della popolazione per classi di età (M+F)
| Anni | 0-14 | 15-65 | oltre 65 | Componenti per famiglia |
| ---- | ---- | ----- | -------- | ----------------------- |
| 1881 | 35,7 | 58,9  | 5,4      | 5,2                     |
| 1911 | 43,6 | 49,2  | 7,2      | 4,7                     |
| 1921 | 36,1 | 58,0  | 5,9      | 4,7                     |
| 1951 | 23,2 | 67,1  | 10,3     | 3,9                     |
| 1971 | 23,1 | 63,9  | 13,0     | 3,1                     |
| 1991 | 14,3 | 69,0  | 16,7     | 2,6                     |
| 2006 | 13,6 | 66,9  | 19,5     | 2,4                     |

### Tradizioni e folclore
- Venerdì Santo: alla sera, dalle singole chiesette della parrocchia di Santa Giustina partono in processione verso il centro gli abitanti delle varie frazioni cantando inni sacri tratti da un repertorio consolidato ormai da secoli. Dalla chiesa di Santa Giustina i santagiustinesi così riuniti proseguono la loro testimonianza di fede incamminandosi e cantando verso Sartena, ai piedi del Col Cumano, dove ha luogo la rappresentazione della crocifissione. Tutti assieme percorrono quindi il cammino inverso per ritornare al proprio centro abitato.

## Cultura

### Eventi
- Mostra mercato: durante il primo weekend di ottobre, presso la piazza Maggiore, è allestita una mostra delle attività agricole, artigianali e commerciali di Santa Giustina e di comuni vicini.
- Venerdì Santo: alla sera, dalle singole chiesette della Parrocchia di Santa Giustina partono in processione verso il centro gli abitanti delle varie frazioni cantando inni sacri tratti da un repertorio consolidato ormai da secoli. Dalla chiesa di Santa Giustina i santagiustinesi così riuniti proseguono la loro testimonianza di fede incamminandosi e cantando verso Sartena, ai piedi del Col Cumano, dove ha luogo la rappresentazione della crocifissione. Tutti assieme percorrono quindi il cammino inverso per ritornare al proprio centro abitato.
- Mostra Presepi a 'Gnan: durante il periodo natalizio, si tiene una ricercata mostra di Presepi presso il Casello di Ignan, realizzati da numerosi artisti della frazione. Alla visita presso il casello si affianca un percorso attraverso le frazioni di Ignan e Colvago dove si potranno visitare numerosi presepi, alcuni lungo la strada e altri allestiti presso le abitazioni dei frazionisti e delle chiesette locali.

## Infrastrutture e trasporti

### Strade
La principale arteria stradale che serve il Comune è la SS50 "del Grappa e del Passo Rolle" che lo collega principalmente con Feltre e Belluno.

### Ferrovie
Il paese è servito dalla stazione di Santa Giustina-Cesio, appena fuori dal centro, sulla ferrovia Calalzo-Padova.

## Amministrazione
| Periodo        | Periodo        | Primo cittadino | Partito                                     | Carica  | Note |
| -------------- | -------------- | --------------- | ------------------------------------------- | ------- | ---- |
| 13 giugno 1999 | 13 giugno 2004 | Ennio Vigne     | lista civica Insieme nel 2000               | Sindaco |      |
| 13 giugno 2004 | 6 giugno 2009  | Vito Tison      | lista civica Insieme nel 2000               | Sindaco |      |
| 7 giugno 2009  | 25 maggio 2014 | Ennio Vigne     | lista civica Insieme nel 2000               | Sindaco |      |
| 26 maggio 2014 | 27 maggio 2019 | Ennio Vigne     | lista civica Insieme nel 2000               | Sindaco |      |
| 27 maggio 2019 | 10 giugno 2024 | Ivan Minella    | lista civica Civicamente per Santa Giustina | Sindaco |      |
| 10 giugno 2024 | in carica      | Ivan Minella    | lista civica Impegnamoci per Santa Giustina | Sindaco |      |

### Gemellaggi
- São Valentim

## Curiosità
Alcune tradizioni orali raccontano che la frazione Colvago, in precedenza chiamata nella forma dialettale Cullach, debba il suo nome attuale al drammaturgo veneziano Carlo Goldoni.

## Sport
Nel comune ha sede la società calcistica A.S.D. Plavis 2021 che attualmente milita in seconda categoria.